# Бабаев, Ариф Имран оглы
Ариф Имран оглы Бабаев (азерб. Arif İmran oğlu Babayev; 20 февраля 1938, Сарыгаджылы, Агдамский район — 1 августа 2025, Баку) — советский и азербайджанский ханенде. Народный артист Азербайджанской ССР (1989).

## Биография
Родился 20 февраля 1938 года в селе Сарыгаджилы Агдамского района Азербайджанской ССР.
В 1963 году окончил Бакинский театральный институт.
С 1964 по 1966 года работал в Азербайджанской государственной филармонии. С 1966 по 2006 года работал в Азербайджанском государственном театре оперы и балета.
С 1982 по 1984 год преподавал в средней специализированной музыкальной школе имени Бюльбюля. С 1984 года преподаватель мугама в Азербайджанской государственной консерватории, где ныне заведует кафедрой сольного пения. В 1996 году получил статус профессора мугама.

### Творческая деятельность
Начал творческую деятельность в 1960 году. Бабаев играл образы Меджнуна и Керема в операх Узеира Гаджибекова «Лейли и Меджнун» и «Асли и Керем», Ашыга Гариба в «Ашыг Гариб» Зульфугара Гаджибекова, Джамала в «Скала невесты» Шафиги Ахундовой. Ханенде мастерски исполнил мугамы—дастгяхи «Шур», «Сегях», зарби—мугамы «Аразбары», «Карабах шикестеси». Гастролировал в разных странах, где представлял искусство азербайджанского мугама.
Умер 1 августа 2025 года в возрасте 87 лет в больнице Mərkəzi Klinika в Баку от сердечной недостаточности. Будет похоронен на I Аллее почётного захоронения.

## Награды и звания
- Орден «Независимость» (15 февраля 2008 года) — за большие заслуги в развитии азербайджанского мугамного искусства[5].
- Орден «Честь» (19 февраля 2018 года) — за большие заслуги в развитии азербайджанской музыкальной культуры[6].
- Орден «Слава» (19 февраля 1998 года) — за заслуги в развитии азербайджанской музыкально-исполнительской школы[7].
- Народный артист Азербайджанской ССР (21 марта 1989 года).
- Заслуженный артист Азербайджанской ССР (10 января 1978 года).
- Почётный диплом Президента Азербайджанской Республики (21 февраля 2023 года) — за многолетнюю плодотворную деятельность в развитии музыкальной культуры Азербайджана[8].
- Международная премия «Золотой чинар» (2010, Азербайджан).
- Премия Гейдара Алиева (8 мая 2025 года) — за особые заслуги в развитии азербайджанской культуры[9][10]
- Персональная стипендия Президента Азербайджанской Республики (11 июня 2002 года)[11].